# Roman Signer
Roman Signer (ur. w 1938 w Appenzell) – szwajcarski artysta wizualny, rzeźbiarz, twórca instalacji i fotograf. Absolwent Schule für Gestaltung w Zurychu,  oraz Akademii Sztuk Pięknych w Warszawie. Mieszka i pracuje w St. Gallen w Szwajcarii.

## Twórczość

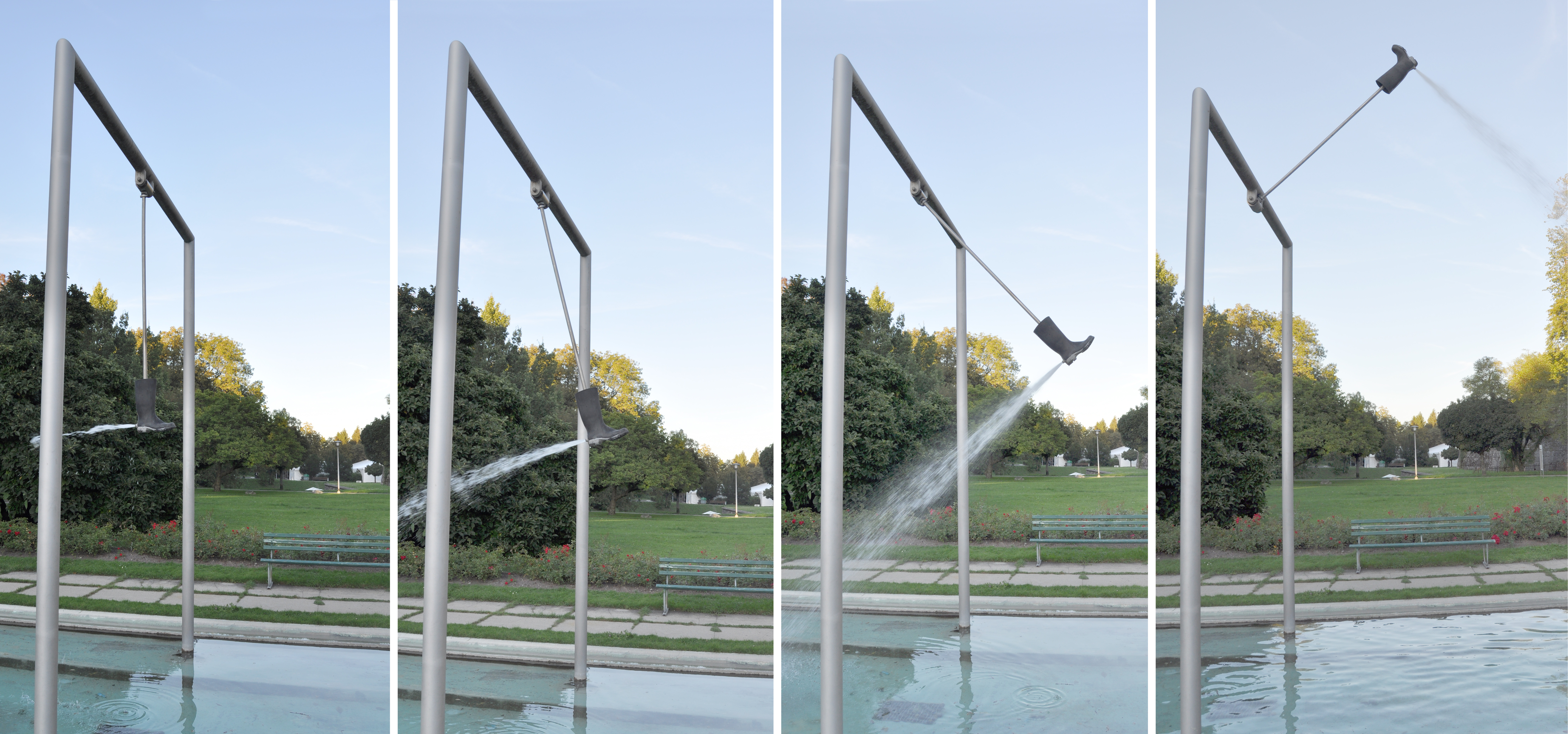
„Boot Fountain” w Solurze

Inspiracji dla prac Signera można się doszukiwać zarówno w land arcie i performance, jednak nie można ich jednoznacznie utożsamiać z tymi pojęciami. Artysta ten balansuje na granicy wielu stylów. Przez lata dało mu się wypracować niepowtarzalny charakter realizacji często o humorystycznym zabarwieniu. Można określić go mianem kontynuatora tradycji szwajcarskiej sztuki technicznej, którą zajmowali się przed nim m.in. Jean Tinguely czy Peter Fischli & David Weiss.
Ruchome rzeźby Signera czasem tworzą się samoczynnie. Właściwą formę przyjmują przeważnie w tym właśnie momencie realizowania siebie. Czasem jednak służą jako narzędzie dla osiągnięcia jakiegoś trwałego śladu – estetycznego efektu. Do ich konstruowania używa przeważnie przedmiotów z życia codziennego: butów, parasoli, samochodów, stołów itp. Obiekty te są poddawane w jego pracach różnym procesom. Wysadza je w powietrze, wystrzeliwuje, rozsadza, miażdży. Każdorazowo dokumentuje cały proces. Polegająca przeważnie na destrukcji metoda sprawdza się zaskakująco jako narzędzie konstrukcji dla dzieł artystycznych. Realizacja Kurort Weissbad z 1992 r. polegała na wystrzeleniu naraz przez okna hotelu stołków. Te po zgrabnym określonym łukiem locie lądowały na dziedzińcu przed hotelem rozpadając się na kawałki; Stół z 1994 r. polegał na wystrzeleniu do morza stołu na czterech wiadrach; siedząc w Kajaku w 2000 r. artysta był ciągnięty przez samochód wzdłuż drogi aż do zupełnego przetarcia materiału. W Wypadek i rzeźba z 2008 r. w dużym studio Signer spuścił po zawiniętej rampie trójkołowy wóz dostawczy załadowany bez mocowania beczkami z wodą. Gdy pojazd siłą rozpędu podjechał w górę  spiralnej rampy, siła grawitacji ściągnęła go z powrotem dając upust potężnej destrukcji zarówno pojazdu jak i ładunku.
Jest autorem stałych obiektów takich jak rzeźby czy pomniki umieszczone w przestrzeni publicznej. Często jednak jego realizacje nie są dostępne dla samego widza podczas ich „dziania się”. Przeważnie odbiorca może obcować dopiero z dokumentacja fotograficzną lub filmową tego artysty.
W 1995 roku Peter Liechti nakręcił film  dokumentalny Walizka Signera (Signers Koffer), w którym można było obejrzeć większość z dotychczasowych realizacji artysty w formie video. Materiał ten posłużył później do realizacji teledysku Horst niemieckiej grupy hip-hopowej Blumentopf.

## Wybrane pokazy indywidualne
- 2015 Focus Roman Signer, Centre Culturel Suisse, Paryż
- 2009 Roman Signer – Werks 1975-2007, Kunsthaus Zug, Zug
- 2009 Roman Signer – Projekten. Filme und videos 1975 – 2008, Kunsthalle Hamburg, Hamburg
- 2008 Roman Signer – Projekten. Filme und videos 1975 – 2008, Helmhaus Zürich, Zurych
- 2008 Instalacja. Unfall als Skulptur, Kunstraum Dornbirn, Dornbirn
- 2008 Roman Signer: Works, Rochester Art Center, Rochester
- 2008 Hauser & Wirth, Londyn
- 2007 Roman Signer – Prace z kolekcji Friedricha Christiana Flicka – Hamburger Bahnhof, Berlin
- 2007 Roman Signer – Works, The Fruitmarket Gallery, Edynburg
- 2006 Roman Signer. Kunstpreis Aachen 2006, Ludwig Forum für Internationale Kunst, Akwizgran
- 2006 Roman Signer – Reisephoto, Aargauer Kunsthaus, Aarau
- 2006 Esculturas e instalacións, Galician Centre of Contemporary Art, Santiago de Compostela
- 2019 Roman Signer, Zamek w Montsoreau – Muzeum Sztuki Współczesnej, Montsoreau[3]

## Wybrane wystawy zbiorowe
- 2015: Druga jesień, Galeria Art Stations, Poznań
- 2014: Vanitas – Nic właściwie nie jest wieczne, Georg-Kolbe-Museum, Berlin
- 2012 Attila Csörgö i Roman Signer, Kunsthalle Mainz, Moguncja

## Nagrody i wyróżnienia
- 2010 Meret-Oppenheim-Preis
- 2008 Hugo Boss Prize
- 2008 Nagroda Ernsta Franza Vogelmanna w kategorii Rzeźba
- 2006 Nagroda Artystyczna Aachen
- 2004 Nagroda Artystyczna miasta St. Gallen
- 1998 Nagroda Artystyczna miasta St. Gallen
- 1998 Kulturpreis Konstanz
- 1995 Kulturpreis Bregenz
- 1977 Stypendium Federacji Szwajcarskiej w latach 1972-74
- 1972 Nagroda Kiefer Hablitzel Stiftung